# MicroServer
MicroServer（マイクロサーバー）またはHP ProLiant MicroServerは、ヒューレット・パッカード（HP）製のx86サーバ名。
同社で最も小型のx86サーバとして、2010年9月に発売開始された。

## 特徴
- 高さ26.7cm、幅21.0cm、奥行き26.0cmのサイズはサーバ機として小型な部類である。縦横はA4用紙と同程度の大きさ。
- 大型のファンを採用し、動作音は21.4dBAで「木の葉が触れ合う音と同等レベル」の音量とされる[1]。
- マザーボードや光学ドライブの取り付けには、工具を用意する必要がないように設計されている[2]。また、ハードディスクドライブの増設時には前面の蓋の裏に備え付けのネジを使用する[3]。

## 仕様
| プロセッサー             | AMD Athlon II NEO N36Lプロセッサー（1.3GHz、15W、2MB）×1                                                                |
| キャッシュメモリ         | 1MB L2×2 |
| メモリ                   | 標準 1GB（1×1GB）PC3-10600E DDR3 UB ECC 最大 8GB（2×4GB）                                                               |
| ストレージコントローラー | オンボードSATAコントローラー、オンボードRAID（0、1）を搭載                                                              |
| ハードディスクドライブ   | 250GBノンホットプラグLFF SATA×1 160GBノンホットプラグLFF SATA×1（初期モデル）                                           |
| 内蔵ストレージ           | ノンホットプラグSATA、最大8.0TB（4×2TB）                                                                                |
| パワーサプライ           | 150Wノンホットプラグ、ノンリダンダントパワーサプライ 200Wノンホットプラグ、ノンリダンダントパワーサプライ（初期モデル） |
| ネットワーク             | オンボードNC107i PCI Express Gigabit サーバーアダプター                                                                 |
| オプティカルドライブ     | 標準ではなし |
| キーボード/マウス        | 標準ではなし |
| フォームファクター       | Ultra Microタワー型 |

2011年9月発表モデル（前モデルとの差異）
| プロセッサー | AMD Turion II NEO N40Lプロセッサー（1.5GHz、15W、2MB）×1 |
| メモリ       | 標準 2GB (1x2GB）PC3-10600E unbuffered DDR3 ECC          |

2012年12月発表モデル（前モデルとの差異）
| プロセッサー | AMD Turion II NEO N54Lプロセッサー（2.2GHz、25W、2MB）×1 |